# Ducati
Ducati je italská firma zabývající se výrobou motocyklů. Založili ji v roce 1926 tři bratři Adriano, Marcello a Bruno Ducati v Bologni v Itálii a původně vyráběli elektronky, kondenzátory a různé součástky pro radiopřijímače. Motocykly se zde začaly vyrábět až po druhé světové válce. Motocykly Ducati jsou známé především desmodromickým rozvodem a svými úspěchy v Mistrovství světa superbiků. V současné době firmu vlastní společnost Audi.

## Současná modelová řada Ducati
- Panigale
- Streetfighter
- Multistrada
- Monster
- Hypermotard
- Diavel

## Nejznámější modely Ducati

### Supersport
- 1098
- 999
- 916
- 851
- Supersport